# Новак, Грга
Грга Новак (хорв. Grga Novak, 2 апреля 1888, Хвар, Сплитско-Далматинская жупания — 7 сентября 1978, Загреб) — выдающийся хорватский историк, археолог, географ и президент Югославской академии наук и искусств с 1958 по 1978 год. Родился на острове Хвар; он был профессором древней истории в Университете Загреба, где также был ректором в 1946 — 1947 годах. Он наиболее известен новаторской археологией в Хорватии и своими публикациями по истории Далмации, Сплита, Дубровника, Хвара и островов Адриатического моря.

## Биография
Грга Новак изучал историю, археологию и географию в Загребе, Праге и Вене, получив степень доктора наук в 1913 году. С 1920 года преподавал на философском факультете в Скопье (тогда входил в Белградский университет), затем переехал в Загребский университет, где преподавал древнюю историю с 1924 по 1959 год. Доктор Новак был членом Югославской академии наук и искусств в Загребе с 1939 года, работая её президентом с 1958 по 1978 год.

## Исследования и публикации
Грга Новак был важнейшим хорватским учёным своего поколения в области истории и археологии. Сфера его деятельности охватывала Древний мир (Греция, Рим, Египет), кроме того, что он знал историю Хорватии, особенно Далмации, Адриатического моря и его островов. Он много писал, читал лекции и путешествовал.
Важнейшими публикациями Новака были его История Сплита (в трёх томах), истории Хвара, Виса и Дубровника, а также всесторонняя история Далмации в античном мире. Доктор Новак также опубликовал пять томов отчётов губернаторов о Далмации на основе материалов венецианских архивов. Его книга о доисторических памятниках Хвара, результаты его археологических исследований составляют основу для дальнейших раскопок и исследований Адриатических островов.
Средиземноморский институт Грга Новак на Хваре был создан в 1998 году группой писателей и учёных для содействия науке, искусству и общественной деятельности в Далмации. Одним из членов-основателей является Слободан Просперов Новак, племянник Грги Новака. Археологическая коллекция и лапидарий доктора Грги Новака представлены в бывшей доминиканской церкви Святого Марка в Хваре, как часть Музея наследия Хвара. Это наиболее полная частная коллекция неолитических артефактов в Средиземноморском регионе.